# Sumol
Sumol es una marca de refrescos producida en Portugal por la empresa Sumol + Compal y distribuida en más de 60 países. Es una bebida hecha a base de zumo de frutas pasteurizado y levemente gasificado, con la pulpa de la fruta en suspensión y sin colorantes ni conservantes. Su venta se realiza en formatos de consumo individual de 25 cl; 30 cl; 33 cl; 50 cl; 1,5 L y 2 L, y en bares, para consumo directo.

## Historia

### Inicios
En 1945 un grupo de amigos decidió abrir, con poco más de 100 mil escudos (cerca de 500 euros), una pequeña fábrica en Algés dedicada a la fabricación de hielo, naranjadas y gaseosas, Refrigor, Lda. Cinco años después, a la pequeña empresa se unió un nuevo socio, António João Eusébio, que transformó la empresa gracias a su espíritu emprendedor y su excepcional capacidad innovadora, para la época.

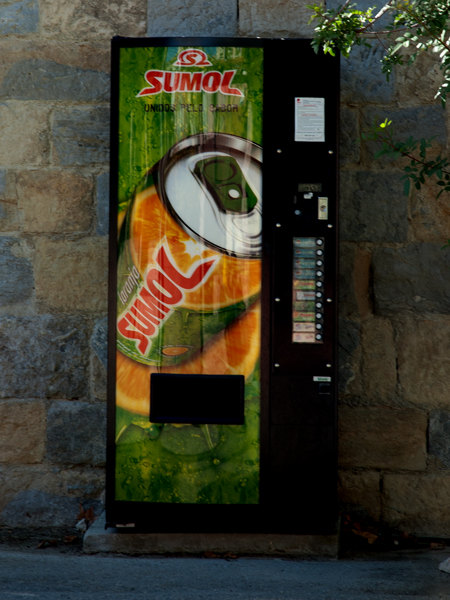
Máquina expendedora con publicidad de Sumol.

La fórmula del Sumol de naranja, la primera bebida de zumo de frutas pasteurizada comercializada en Portugal, fue creada en 1954, saliendo a la venta a principios de verano de ese año, en una botella de vidrio pirograbada de 25 cl, en la explanada del café Caravela D'Ouro, en Algés. La marca Sumol (una combinación del término portugués para zumo, 'sumo' y la palabra 'sol') fue registrada el 20 de diciembre de 1954. Cuatro años después, en 1958, surgió el Sumol de piña, diferenciándose las variedades por el color de la chapa de la botella: naranja para el sabor naranja y verde para el sabor piña.
Sumol fue la primera bebida no alcohólica portuguesa en adoptar una estrategia de marketing moderna. En una época en la que en Portugal apenas se hacía publicidad en los periódicos, en los letreros, o en los toldos de los locales de venta, Sumol repartió carteles con eslóganes por todo el país y en 1965 lanzó un anuncio de televisión que se mostraba diferenciador: "Um gato é um gato, um cão é um cão. Sumol é aquilo que os outros não são" (Un gato es un gato, un perro es un perro. Sumol es aquello que los otros no son). En la década de 1970, la popularidad de la marca en Portugal era tal que llegaron a existir veinte imitaciones de Sumol (Supol, Sumolara, Frutex, entre otros), algunas de las cuales llegaron incluso a reutilizar botellas de Sumol con una etiqueta colocada sobre el espacio pirograbado. El segundo anuncio de televisión surgió en 1978, siendo la primera vez que una figura mediática publicitaba la marca, el humorista Herman José.

En la década de 1980 fueron introducidas las latas de 33 cl y las botellas de plástico de 1,5 L y 2 L, siendo Sumol la primera marca portuguesa en comercializar su producto en una botella de ese material. La primera incursión de la marca en el segmento joven ocurrió también por esas fechas, con el anuncio "Stôra, como é que se diz Sumol em inglês?" (Profesora ¿Cómo se dice Sumol en inglés?) de 1984.

### Modernización
En la década de 1990 Sumol dio un giro, con el primer gran cambio de imagen de la marca, ocurrido en 1991. Se adoptaron de etiquetas con rayas en la botellas de vidrio de 25 cl, desapareciendo las tradicionales botellas de vidrio pirograbadas y los colores verde y rojo comenzaron a convertirse en una de las principales características asociadas a la imagen de la marca. En 1994 apareció el primero de los nuevos sabores, Sumol maracuyá, más de 35 años después del lanzamiento de los sabores tradicionales. La marca continuó con su apuesta por el segmento juvenil, firmando en 1990 un acuerdo de patrocinio con la banda de rock portuguesa Xutos & Pontapés para una gira por el país con cuarenta actuaciones en vivo, que marcó la entrada de la marca en el ámbito musical, y lanzando doss campañas publicitárias (1993/1997) protagonizadas por Alex, un perro inteligente que comparte con su dueño el placer de beber Sumol. Los anúncios y el eslogan "Alex, busca!" calaron tanto entre los portugueses, que todavía hoy muchos asocian Sumol a las campañas publicitarias de Alex. Fue también por esa época, que la marca comenzó el lanzamiento de pasatiempos en los que se ofrecían premios a los consumidores de Sumol.

En el comienzo de los años 2000 la marca apostó por consolidar su posición en el segmento juvenil, llevando a cabo dos nuevos cambios de imagen (2000, 2003) y lannando en el año 2000 la campaña Sumol SKA, cuyos anuncios usaban un jingle interpretado por la banda ska Despe e Siga. A partir de ese momento, la marca inició un nuevo ciclo con novedades, tanto en términos de lanzamientos como en términos de comunicación. En 2006 se lanzó el sabor mango y una nueva línea de refrescos destinados específicamente al segmento joven, Sumol Z (Zero), que transmitía el mensaje de ser un producto más saludable, sin perder sabor. Además por esos años también se lanzaron diversas ediciones especiales orientadas al segmento juvenil, como Sumol Ice (2004) sabor mango-menta y Sumol Intense (2007). En términos de comunicación con los consumidores, fue lanzada en 2003 la campaña Sumólicos Anónimos, que introdujo el concepto de los Sumólicos, fanes de Sumol que defienden la marca y muestran a los demás por qué es una marca de culto, y en 2004 la marca comenzó a patrocinar eventos musicales, tales como Rock in Rio Lisboa (2004, 2006, 2008), la Sumol Lisboa Parade (2005), las Ice Beach Party's (2005) en colaboración con Cachaça 51, las Fiestas de Lisboa (desde 2009) y el Sumol Summer Fest (desde 2009). 2004 marcó igualmente el inicio de la presencia de la marca en el ámbito deportivo, con la creación del Sumólicos Futebol Clube, un club de futbol virtual que pretendía unir a todos los aficionados al fútbol y a Sumol independientemente de su club, asociandose con jugadores internacionales de los tres mayores clubes portugueses: Deco, Tiago, Ricardo, Maniche y Miguel. La apuesta por los deportes extremos comenzó al año siguiente, con el patrocinio de campeonatos y de reconocidos deportistas de bodyboard (João Barciela, Teresa Duarte) y kitesurf (Francisco Lufinha), acuerdos con campeonatos y escuelas de surf, el patrocinio de la etapa Oporto/Gaia de la Red Bull Air Race World Series (2008) y la organización del Sumol SnowTrip (2009) en Pas de la Casa, Andorra, en el cual participaron 2500 estudiantes finalistas de la educación secundaria. Entre 2005 y 2009 la marca se asoció también con la serie juvenil Morangos com Açúcar, surgiendo en este contexto la edición especial sabor fresa y el concurso Endless Summer, que tuvo como  premio final una participación especial en la serie. Cada vez más unida al segmento joven, la marca rejuveneció nuevamente su imagen en 2008 y lanzó una campaña retratando a los jóvenes de hoy, diferentes en la forma de estar más unidos por el sabor: "Hippies con Skaters, Góticos con rastafaris, Punkis con pijos, Heavis con Surfistas y Rockabillys con Raperos".
En el comienzo de la década de 2010 Sumol trató de conseguir un nuevo posicionamento de la marca, lanzando en 2010 el manifiesto "Mantém-te Original" (mantente original), llamando a los portugueses a que no se acomodaran ni conformaran, manteniéndose originales independientemente de la edad. Este manifesto culminó en la exitosa campaña "Um dia...", centrada en la juventud como estado mental. En 2011 Sumol presentó a los consumidores una nueva imagen inspirada en la iconografía de 1954, buscando rendir homenaje a la historia de la marca.

## Sabores

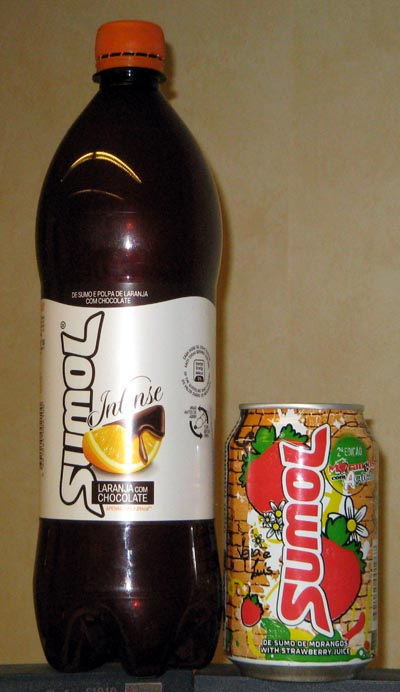
Sumol naranja con chocolate y Sumol fresa

| Sabor                              | Año de lanzamiento |
| ---------------------------------- | ------------------ |
| Naranja                            | 1954               |
| Piña                               | 1958               |
| Maracuyá                           | 1994               |
| Light Naranja                      | 2000               |
| Light Piña                         | 2002               |
| Ice Manga-Mint (Mango-Menta)       | 2004               |
| Zero Green (Manzana-Kiwi)          | 2006               |
| Zero Red (Naranja sanguina-Pomelo) | 2006               |
| Mango                              | 2006               |
| Fresa                              | 2007               |
| Intense (Chocolate-naranja)        | 2007               |
| Zero Naranja                       | 2008               |
| Zero Piña                          | 2009               |
| Bliss Manzana                      | 2009               |
| Bliss Frutos rojos                 | 2009               |
| Summer Fest                        | 2011               |
| Limón                              | 2012               |
| REMIX Tropical                     | 2016               |
| REMIX Frutos rojos                 | 2016               |